# 南国タクシー
南国タクシー株式会社（なんごくタクシー）は、タクシー・ハイヤー事業の他にテナントビル事業等を運営する事業者である。本社は鹿児島県鹿児島市。
南国交通の子会社である。

## 沿革
- 1944年（昭和19年） - 南国交通株式会社ハイヤー部として発足[1]
- 1955年（昭和30年） - 南国交通株式会社より分離独立し、南国タクシー株式会社として設立[1]
- 1960年（昭和35年） - 川内市（現薩摩川内市）に川内営業所開設[1]
- 1961年（昭和36年） - 鹿児島市に鴨池営業所開設[1]
- 1967年（昭和42年） - 鹿児島市に天文館営業所開設[1]
- 1990年（平成2年） - 鹿児島市に皇徳寺団地営業所開設[1]
- 2003年（平成15年） - 姶良郡溝辺町（現霧島市溝辺町）に空港営業所開設[1]

## 営業所
- 本社営業所（鹿児島市）[2]
- 天文館営業所（鹿児島市）[2]
- 鴨池営業所（鹿児島市）[2]
- 皇徳寺団地営業所（鹿児島市）[2]
- 川内営業所（薩摩川内市）[2]
- 空港営業所（霧島市）[2]